# Гориво
Горивата са материали, притежаващи даден вид енергия, която може да бъде трансформирана в друг вид използваема енергия. В повечето случаи това е субстанция, която гори.
Има различни видове горива: твърди, течни, газообразни, ядрени.

## История
Първото известно използване на гориво е възпламеняването на дървени пръчки от Homo erectus преди около 2 милиона години. През по-голямата част от човешката история са използвани горива, добивани от растения или животински мазнини. Дървените въглища, добивани от дърва, се използват от поне 6000 г. пр.н.е. за топене на метали. Биват изместени от кокс от въглища, когато европейските гори започват да изчезват около 18 век. Дървените въглища днес се използват често като гориво за барбекю.
Въглищата са използвани за пръв път като гориво през около 1000 г. пр.н.е. в Китай. С енергия под формата на химическа енергия, която бива отделяна при горене, въглищата започват да се използват широко като източник на енергия с разработването на парната машина във Великобритания през 1769 г. Въглищата по-късно се използват за задвижването на кораби и локомотиви. Към 19 век светилен газ, получаван от въглища, вече се използва за уличното осветление на Лондон. През 20 и 21 век основната употреба на въглищата е за производство на електричество, предоставяйки около 40% от световния запас на електроенергия (2005 г.).
Изкопаемите горива бързо се приемат по време на Индустриалната революция, тъй като са по-концентрирани и по-гъвкави от традиционните енергийни източници, като например водата. Те стават главна част от съвременното общество, като повечето държави по света горят изкопаеми горива за производство на енергия.
Тенденцията е към преминаване на възобновяеми източници на енергия.

## Твърди горива
Твърдите горива включват въглища, дървесина, нефтошисти, торф и др. Всички тези видове гориво са горими; те създават огън и отделят полезна топлина. Топлинната енергия се използва или директно за отопление, или се превръща в друг вид енергия. Въглищата са били изгаряни в парните влакове, загрявайки вода, и превръщайки я в пара, която задвижва буталата на двигателя. Торфът и дървесината са използвани главно за домашно и промишлено отопление, въпреки че торфът е бил използван за генериране на електричество, а също така и горящи дървесина на парни локомотиви са били нещо обикновено преди време. Енергията, добита от пара, става все по-популярна с изчерпването на запасите от нефт и газ, тъй като широка гама от материали могат да горят, загрявайки вода. Горивото от твърди отпадъци (RDF) намира приложение в горивните уредби на ТЕЦ-ове в цял свят при строг контрол от екологичните органи.

## Течни и газообразни горива
Нетвърдите горива включват нефт и газ. Чрез преработка на нефта се получават редица горива – бензин, дизел, керосин, пропан-бутан и мазут. Бензинът се използва основно в бензиновите двигатели с вътрешно горене, а дизеловото гориво, известно още като нафта се използва както в дизеловите двигатели, така и за отопление, за добив на топлинна и електрическа енергия и др. Керосинът, който има високо октаново число, се използва като авиационно гориво. Пропан-бутанът, известен още като LPG (втечнен нефтен газ), се получава освен при преработката на нефта и при добиване на нефт и природен газ, но предимно от газокондензатни находища.

### Биогориво
В последните години голяма популярност придобиват т.нар. биогорива, като биодизел, биогаз, биоетанол и др. Тези горива, както подсказва името им, се получават от органични (въглеводородни) субстанции от растителни и животински произход. Биогоривата имат свойства близки до тези на традиционните горива, което прави възможно тяхното използване в съвременните двигатели и топлинни машини.

## Ядрени горива
Ядрените горива използват енергията на атомното ядро на радиоактивен химичен елемент, отделяна при разцепването му в контролирана верижна ядрена реакция. Най-често срещаните такива са уран и плутоний.

## Първични и вторични горива
Първичните горива са тези, от които топлинната енергия се получава без предварителна обработка на горивото – например дърва, въглища. Вторичните горива се получават след допълнителна преработка на първичните – например кокс.